# Roofvogels
Met roofvogels worden meestal twee (niet nauw aan elkaar verwante) orden van vogels bedoeld: de Accipitriformes en de Falconiformes. Het zijn over het algemeen vleesetende vogels die op een prooi jagen. Ze vangen deze prooi op de grond, in de lucht of in het water. Sommige soorten eten kadavers.
Roofvogels zijn niet de enige vogels die gewervelde dieren eten, dat doen bijvoorbeeld ook meeuwen, uilen, kraaien en klauwieren. Roofvogels hebben gewoonlijk scherpe klauwen en een grote kromme snavel als voornaamste wapens.  Bij de meeste soorten hebben de klauwen drie tenen naar voren en één teen naar achteren. Niet iedere roofvogel is een uitgesproken vleeseter; er bestaat ook een roofvogel die onder andere leeft van dode vis en de pulp uit de vruchten van de (wilde) oliepalm: de palmgier (Gypohierax angolensis).
Accipitriformes en Falconiformes jagen overdag en worden daarom ook wel dagroofvogels genoemd. Indien men de uilen ook tot de roofvogels rekent, hebben die de groepsnaam nachtroofvogels. Uilen vormen een eigen orde, de Strigiformes, en zijn niet verwant aan de Accipitriformes of de Falconiformes. Ze hebben klauwen met twee tenen naar voren en twee naar achteren en hun snavel is korter dan die van de (dag-)roofvogels. Uilen zijn volledig aangepast aan jagen in het donker, hoewel er ook soorten overdag jagen.

## Snavels
De snavels van de roofvogels verschillen al naargelang hun voedselkeuze. Zo heeft een slakkenwouw een dunne haaksnavel waarmee hij makkelijk slakkenhuizen kan openbreken en de slak eruit kan halen. Een gemeenschappelijk kenmerk van de meeste roofvogels is een haaksnavel met scherpe randen. Valken hebben een tandvormige uitstulping aan de onderrand van de bovensnavel.

## Prooien en voedsel zoeken
De prooien van de roofvogels verschillen: gieren eten aas, buizerds eten kleine landzoogdieren (bijvoorbeeld konijnen), wespendieven lusten vooral insecten, visarenden eten vis en bijvoorbeeld boomvalk en slechtvalk vangen vogels in de vlucht. Hoe ze hun voedsel zoeken verschilt ook: gieren kunnen uren in de lucht zweven op zoek naar aas, terwijl visarenden op een vast punt blijven zitten tot ze iets zien. De torenvalk doet het op een heel andere manier, hij "bidt". Dit betekent dat hij al wiekelend stilstaand boven een veld naar prooien (muizen, etc.) speurt.
Palmgieren zijn ook roofvogels, maar hun voornaamste voedsel bestaat naast dode vis uit vruchten van de oliepalm.

## Roofvogels in Nederland en België
In Nederland en België broeden de volgende soorten roofvogels: havik, sperwer, wespendief, buizerd, zeearend, visarend, rode wouw, zwarte wouw, bruine kiekendief, blauwe kiekendief en grauwe kiekendief (behorend tot de Accipitridae), en torenvalk, boomvalk en slechtvalk (behorend tot de Falconidae). Daarnaast zijn er nog een aantal soorten die als wintergast of dwaalgast de Lage Landen aandoen. De bekendste zijn smelleken, ruigpootbuizerd, slangenarend, dwergarend en vale gier.

## Taxonomisch onderzoek
De familie Falconidae (valkachtigen) werd heel lang samen met diverse andere families van roofvogels, zoals havikachtigen, in een grote orde Falconiformes geplaatst. In de jaren 1980 suggereerde het resultaat van DNA-onderzoek naar de taxonomie van de vogels, waarbij gebruik werd gemaakt van de tijdrovende en weinig nauwkeurige techniek van DNA-DNA-hybridisatie, dat de gieren van de Nieuwe Wereld (Cathartidae) niet in deze orde moesten worden geplaatst, maar nauwer verwant waren aan de ooievaarachtigen (Ciconiiformes).

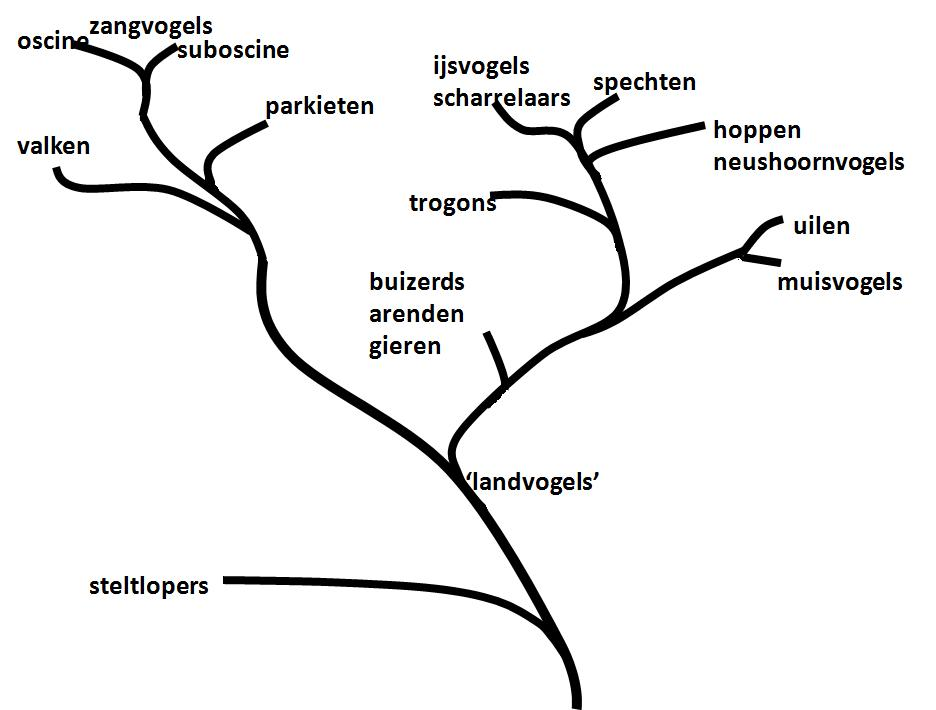
Landvogels volgens Hackett et al 2008.

Inmiddels is het onderzoek van Sibley & Ahlquist alweer achterhaald. Onderzoek samengevat door Hackett suggereert dat de gieren van de Nieuwe Wereld wel, maar de valken (Falconidae) juist niet in deze groep thuishoren. De valken zijn veel nauwer verwant aan de zangvogels dan aan de andere roofvogels (zie afbeelding). De termen Accipitridae en Falconidae zijn nu namen voor twee totaal verschillende roofvogelfamilies die ieder in een andere orde thuishoren.

## Nest
Het nest van een roofvogel wordt een horst genoemd.